# Astrid Njalsdotter
Astrid Njalsdotter (11e eeuw) was een Noorse edelvrouw. Zij was getrouwd met Ragnvald de Oude, en kan worden beschouwd als de grondlegster van de Zweedse dynastie Stenkil. Zij wordt soms ook gezien als koningin-gemalin van Zweden, maar het bewijs hiervoor is onduidelijk.
De enige bron die over haar schrijft, is de Hervarar saga. Hierin staat dat Astrid de dochter was van Njal Finnsson van Halogaland. Uit andere bronnen blijkt dat deze Njal Finnsson de zoon was van Gunhild Halvdansdotter uit de familie Skjalga, afstammelingen van Harald I van Noorwegen. Volgens de saga kreeg Astrid een zoon genaamd Stenkil, die eerst jarl in Zweden werd en rond 1060 het koninkrijk erfde. Astrid is waarschijnlijk rond 1020 of 1030 getrouwd; haar overlijdensdatum is onbekend.
Over haar echtgenoot Ragnvald is in feite niets bekend. Hij wordt vaak gelijkgesteld aan Ragnvald Ulfsson, een Zweedse of Gautische jarl die onder koning Olaf II van Zweden diende begin 11e eeuw. Volgens de saga's moest deze Ragvald het land ontvluchten na onenigheid met de koning, en werd hij later jarl van Staraya Ladoga. Het probleem is echter dat deze Ragnvald getrouwd was met de Noorse prinses Ingeborg Tryggvasdotter, en dat hij de vader was van Ulf en Eilif. Er is evenmin een verband tussen hem en Stenkil te leggen. Wellicht is hij later een tweede keer getrouwd met Astrid, maar daarvoor bestaat geen enkel bewijs.
De kroniekschrijver Adam van Bremen schrijft dat Stenkil de stiefzoon of de neef was van de vorige Zweedse heerser, Emund de Oude. Op basis hiervan wordt soms gedacht dat Astrid eerst getrouwd was met Ragnvald en daarna met Emund. Dit zou wel de vlekkeloze dynastieke overgang kunnen verklaren die rond 1060 plaatsvond toen de oude koningsfamilie in mannelijke lijn uitstierf en Stenkil de troon in handen kreeg. De Hervarar saga meldt echter dat Stenkil de troon erfde via zijn echtgenote, de dochter van Emund. Dit heeft ertoe geleid dat moderne historici er aan twijfelen of Astrid koningin is geweest.